# Szenuszert-anh (vezír)
| wsr | s | r · z | anx |

| wsr | s | r · z | anx |

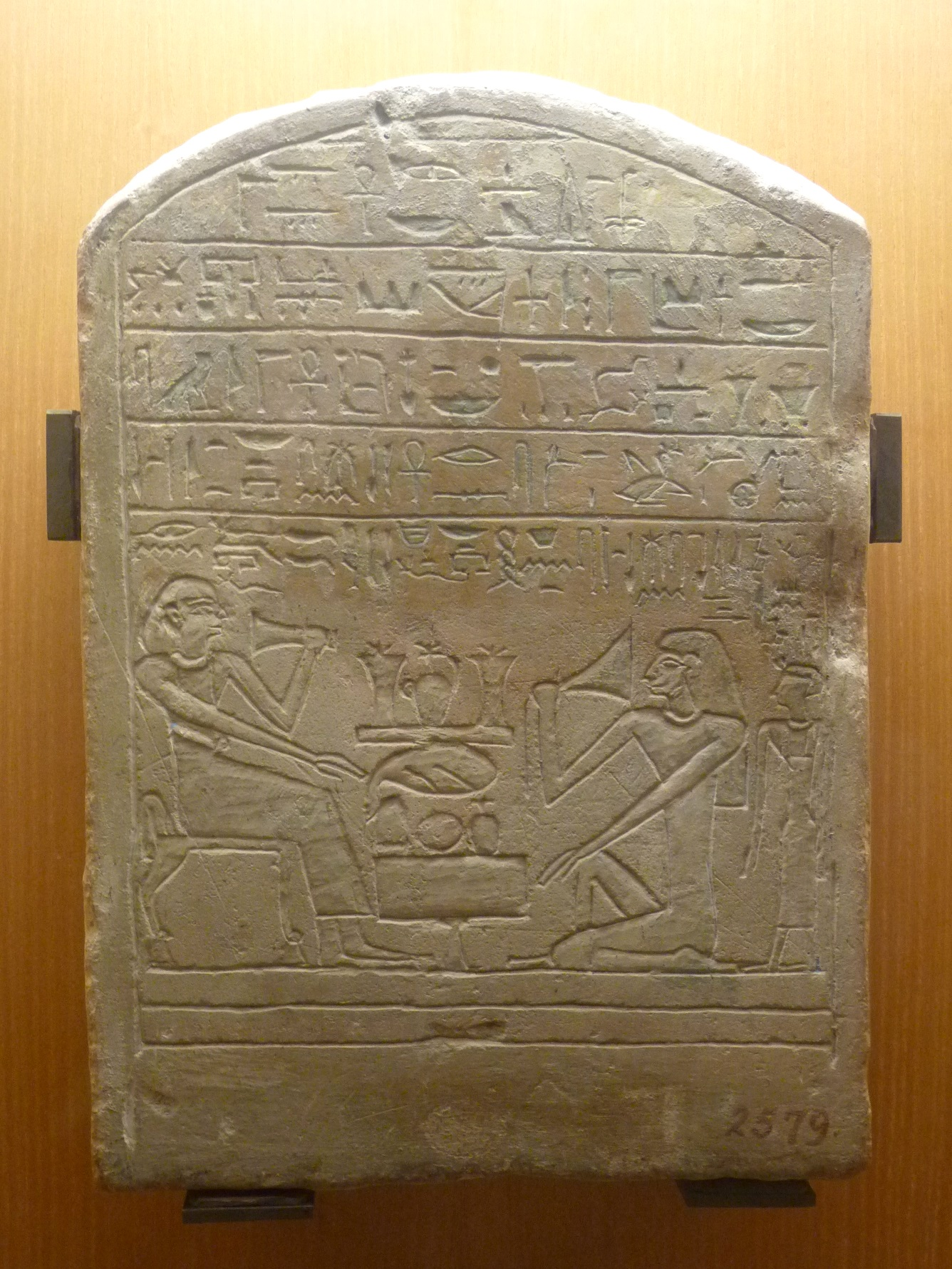
Szenuszert-anh sztéléje, ma Firenzében

Szenuszert-anh (z-n-wsr.t ˁnḫ, „Szenuszert él”) ókori egyiptomi vezír volt a XII. dinasztia uralkodásának vége felé, a XIII. dinasztia elején, valószínűleg III. Amenemhat uralkodása alatt és utána.
Több forrásból ismert, melyekből pályája rekonstruálható. Pályafutását a király dokumentumainak személyes írnokaként kezdte, innen léptették elő a földek felügyelőjévé, valószínűleg ezután lett vezír. Vezírként ábrázolja egy Ugaritban talált szobor, melyen feleségével, Henutszennel és lányával, Szitamonnal látható. A szobron megemlítik azt is, hogy megkapta „a dicsőség aranyát minden udvaronc előtt”, bár az nem derül ki, milyen érdemeiért részesült ebben a kitüntetésben. Egy ma a firenzei Régészeti Múzeumban őrzött sztélét háznagya (birtokai egyikének felügyelője), Keki állíttatta Szenuszert-anh tiszteletére.

## Fordítás
- Ez a szócikk részben vagy egészben  a   Senewosret-Ankh (vizier) című angol Wikipédia-szócikk ezen változatának fordításán alapul.  Az eredeti cikk szerkesztőit annak laptörténete sorolja fel. Ez a jelzés csupán a megfogalmazás eredetét és a szerzői jogokat jelzi, nem szolgál a cikkben szereplő információk forrásmegjelöléseként.